# Jesús Cifuentes
Jesús Hernández Cifuentes (Valladolid, 28 de julio de 1966), más conocido como Jesús Cifuentes o Cifu, es un cantante y guitarrista español. Es popular por ser el cantante de la banda Celtas Cortos.

## Biografía
Nace en Valladolid, estudia en el instituto de La Salle de Valladolid, y comienza a tocar en grupos regionales de la zona.
Estudia la carrera de Trabajo Social y es destinado a trabajar en el instituto  de El Tiemblo (Ávila) tras aprobar unas oposiciones.
En 1990 acude a Guatemala para participar activamente en la protección de la población indígena refugiada al norte, en la frontera con Chiapas.
Escribe en artículos en el periódico The Objective de manera periódica, para mostrar su opinión respecto a temas de actualidad.

## Trayectoria musical
Forma parte del grupo musical de folk Almenara desde 1981 hasta 1986 (cantando y tocando la gaita charra, el tamboril, la guitarra, el bajo y la  percusión), año en el que funda junto con otros músicos los Celtas Cortos. Ha sido cantante de Celtas Cortos desde 1984 hasta 2002, regresando en 2006.
Durante su estancia en Celtas Cortos compagina su trabajo con otros trabajos, ya que en 1992 grabó junto a Kepa Junkera e Iñaki Garitonaindia Bagoaz!, canción promocional de la Ibilaldia de 1992. Ese mismo año participa en la canción Granite years del disco de Oysterband titulado Deserters. Como su disco en solitario El caimán verde, publicado en 1995.  En 1997 regrabó el tema que le da título en asturiano, para el recopilatorio L'asturianu muévese (1997).
En 2000 participa en el disco de Los Secretos titulado A tu lado - Un homenaje a Enrique Urquijo, cantando en dos canciones: Déjame y Colgado (en esta último junto con Alberto García y Carlos Soto, miembros de Celtas Cortos.
En 2003 participa en la canción Desfile de gaviotas del disco Universo Abierto de Carlos Chaouen
En 2002 abandona la formación Celtas Cortos expresando que "ha llegado la hora de explorar nuevos territorios, de marcar otros tempos en la manera de hacer música, moverse en una gira o relacionarse con la gente"  y más adelante crea otro grupo llamado Cifu & La Calaña Sound. En 2004 publicó el álbum Horizonte con su nuevo grupo.
En 2006 volvió a Celtas Cortos y comenzó la preparación de un nuevo disco, coincidiendo con el 20 aniversario de Celtas Cortos.
En 2011 colabora en la canción Jodido futuro del disco de Porretas titulado 20 y serenos. Ese mismo año colabora también en la canción Que Lo Gris Se Convierta En Azul del disco de La Guardia titulado Buena gente.
En 2012 colaboró junto a Alberto García (violinista de Celtas Cortos) en la canción Unblenble! del álbum Sentitu, pentsatu, ekin! de Pirritx, Porrotx eta Mari Motots.

## Discografía
| Álbumes de estudio - 1989 - Salida de emergencia - 1990 - Gente impresentable - 1991 - Cuéntame un cuento - 1993 - Tranquilo majete - 1996 - En estos días inciertos - 1998 - El alquimista loco - 1999 - Tienes la puerta abierta - 2008 - 40 de abril - 2010 - Introversiones - 2014 - Contratiempos - 2018 - Energía Positiva - 2024 - El mundo del revés Recopilatorios - 1995 - ¡Vamos! (Recopilatorio) - 1999 - The best of (Recopilatorio) - 2001 - Grandes éxitos, pequeños regalos (Recopilatorio) - 2002 - Gente distinta (Recopilatorio) - 2006 - 20 soplando versos (Recopilatorio) - 2019 - Solo recuerdo lo bueno, de lo malo, nada (Recopilatorio) Álbumes en directo - 1997 - Nos vemos en los bares (Directo) - 2012 - Vivos y directos (Directo) Otros - 1988 - Así es como suena: folk joven (denominado como disco cero por los propios miembros de la banda) | - 1995 - El caimán verde | - 2004 - Horizonte |